# 雪山乡 (禄劝县)
雪山乡，是中华人民共和国云南省昆明市禄劝彝族苗族自治县下辖的一个乡，实际上隶属于昆明倘甸产业园区轿子山旅游开发区。2017年12月，正式签订移交协议。

## 行政区划
雪山乡下辖以下地区：
拖木泥村、哈衣村、书姑村、丰租村、基多村、石城村和乐乌村。